# Альпійський стиль
Альпійський стиль — методика сходження на вершину. Полягає в підйомі на вершину без створення системи стаціонарних проміжних таборів. При цьому саме сходження може займати від декількох годин до декількох тижнів. В основному застосовується при сходженнях на відносно невисокі вершини (до 7000 метрів), хоча останнім часом було здійснено цілу низку сходжень на вершини вище 7000-8000 метрів в альпійському стилі. Такі сходження вимагають високої майстерності, фізичної та технічної підготовленості спортсменів. Сходження в альпійському стилі відбуваються, зазвичай, у складі однієї  зв'язки  або невеликої групи (4-6 чоловік), а іноді соло-сходження (при здійсненні простих сходжень кількість учасників може бути більшою).
Поряд з альпійським стилем існує Гімалайський. При підйомі на вершину альпіністи створюють систему проміжних таборів. Він з'явився наприкінці XIX століття, коли горосходжувачі почали освоювати  Гімалайські і Каракорумські гіганти. На сходження (обробку маршрутів) часом витрачали місяці. Це було неможливо виконати без організації проміжних таборів, до яких можна було повертатися для відпочинку. Також необхідно було враховувати вплив висоти, на якій людина набагато швидше стомлюється і діє повільніше, так само неможливо тривале перебування на великій висоті.
Сходження в гімалайському стилі вимагає великого числа учасників для підйому вантажів в проміжні табори. Найчастіше для цих цілей наймаються висотні носильники — шерпи.
У наш час особливо гостро стоїть питання про статус цих стилів. Багато відомих спортсмени є прихильниками альпійської тактики сходження.

## Ресурси Інтернету
- [Архівовано 23 жовтня 2013 у Wayback Machine.] Альпийский стиль
- Снова Макалу. Попытка взойти в альпийском стиле — 1981год
- oDrive програмне забезпечення для трекінгу